# Hideo Ochi
Pour l’article homonyme, voir Ochi.
Hideo Ochi (né le 29 février 1940 au Japon) est un expert japonais du karaté shotokan. Il est actuellement 9e dan de la Japan Karate Association (JKA) et fut champion du Japon en kumité (combat) et katas de 1966 à 1969.

## Biographie
Il commença le karaté shotokan à l'âge de 14 ans.
Il fut l'entraineur de l'équipe nationale allemande et l'instructeur en chef de la JKA pour l'Europe. En 1997, il reçut l'Ordre du Mérite de la République fédérale d'Allemagne ainsi que le grade de 9e dan.

## Titres gagnés au All Japan karatédo championships
- 1966 : 1er place en kumité et 1er place en kata.
- 1967 : 1er place en kumité et 2e place en kata.
- 1968 : 2e place en kumité et 3e place en kata.
- 1969 : 3e place en kumité et 1er place en kata.